# FA Women's League Cup
FA Women's League Cup, är en fotbollsturnering arrangerad av engelska fotbollsförbundet: Football Association. Cupen är öppen för lag i FA Women's Super League och FA Women's Championship (23 lag 2019/2020).

## Slutsegrare
- 2011 -  Arsenal LFC
- 2012 - Arsenal LFC
- 2013 - Arsenal LFC
- 2014 - Manchester City LFC
- 2015 - Arsenal LFC
- 2016 - Manchester City LFC
- 2017 - Ej någon turnering
- 2018 - Arsenal LFC
- 2019 - Manchester City LFC
- 2020 -  Chelsea FC Women
- 2021 -  Chelsea FC Women
- 2022 - Manchester City LFC
- 2023 - Arsenal LFC
- 2024 - Arsenal LFC